# Карла Гейден
Ка́рла Діа́на Ге́йден (англ. Carla Diane Hayden; * 10 серпня 1952, Таллахассі, США) — американська бібліотекарка, з вересня 2016 року стала 14-им бібліотекарем Конгресу.

## Біографія
Навчалася в Рузвельтському університеті (Іллінойс) та в Чиказькому університеті, де захистила докторську дисертацію з бібліотекознавства. Потому працювала викладачем в Університеті Піттсбурга. А згодом перейшла на посаду бібліотекаря дитячої літератури Чиказької публічної бібліотеки. З 1991 року — заступник директора Чиказької публічної бібліотеки. 1993 року одержала посаду директора Вільної бібліотеки Еноха Пратта в Балтиморі.
24 лютого 2016 року президент США Барак Обама запропонував кандидатуру Карли Гейден на посаду бібліотекаря Конгресу. Сенат підтримав цю кандидатуру 13 липня 2016 року. Урочистий вступ на посаду відбувся 14 вересня 2016 року. Гейден є першою жінкою та першою афроамериканкою на цій посаді. На відміну від її попередників, яких призначали пожиттєво, Гейден призначена на цю посаду на 10 років.

## Посади, членства
У 2003—2004 роках Гейден була президентом Американської бібліотечної асоціації. На цій посаді виступила з критикою Патріотичного акту.

## Відзнаки
- Національний бібліотекар року, відзнака журналу «Library Journal» (1995)
- Внесена до списку World's 50 greatest leaders журналу «Fortune»[17] (2016)

## Вибрані публікації
- Hayden, C. D. (2014). LEO the Maker Prince: Journeys in 3D printing.
- Hayden, C. D. (1994). New approaches to Black recruitment. In Josey, E. J. (Ed.), The Black librarian in America revisited (55-64). Metuchen, N.J: Scarecrow Press.
- Hayden, C. D. (1992). Venture into cultures: A resource book of multicultural materials and programs. Chicago: American Library Association.